# سیارک ۲۴۲۷
سیارک ۲۴۲۷ (به انگلیسی: 2427 Kobzar، نامگذاری:1976YQ7) دو هزار و چهارصد و بیست و هفتمین سیارک کشف شده‌است که در ۲۰ دسامبر ۱۹۷۶ کشف شد.
قدر مطلق سیارک برابر ۱۲٫۸۰ است.